# 九溪烟树

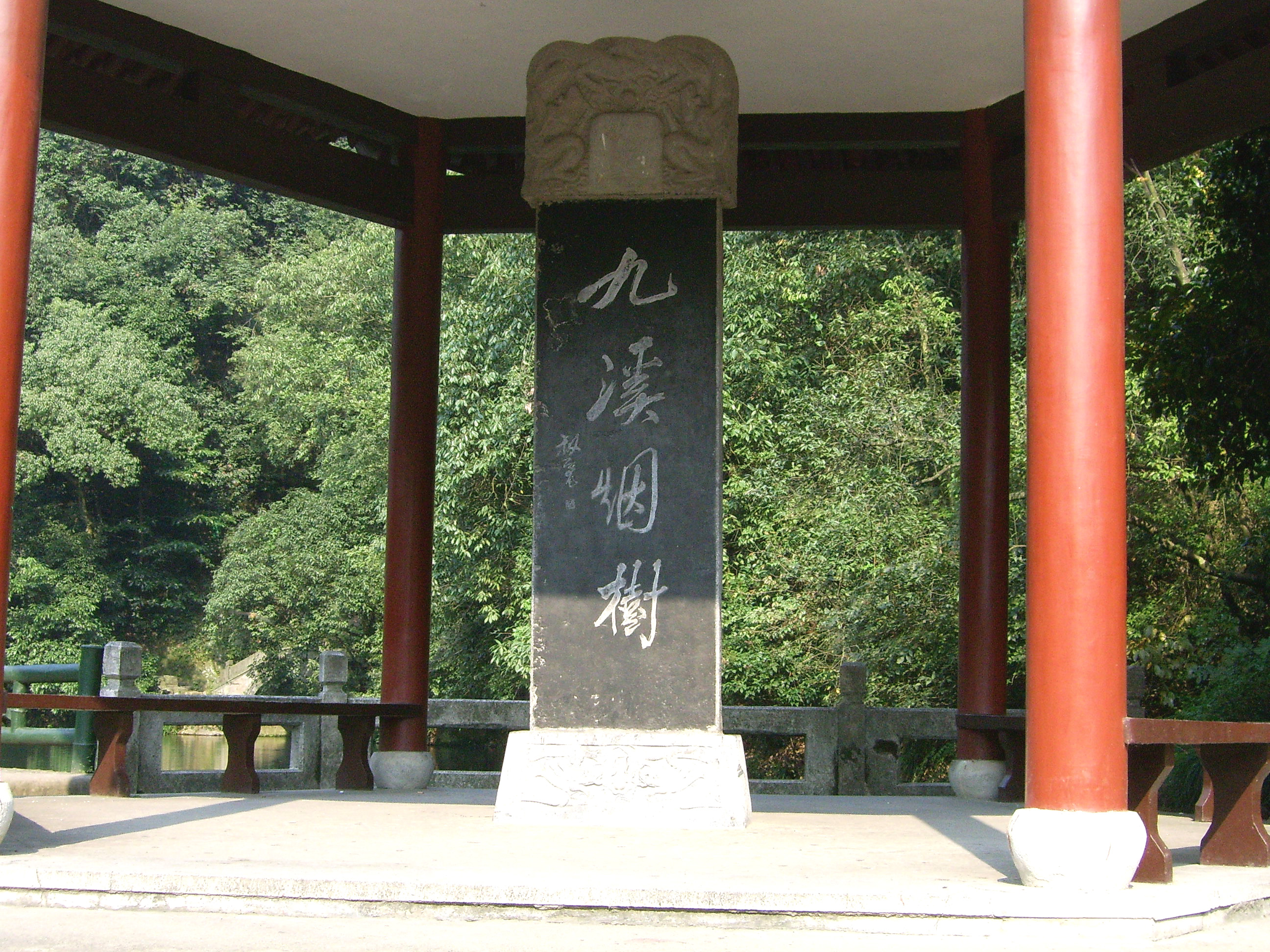
九溪烟树

九溪烟树位于浙江省杭州市西湖西侧，为新西湖十景之一，又称“九溪十八涧”，北起龙井村，南至九溪村，两侧均为山林与茶园，其间多有山间小溪流过，风景秀美怡人。九溪十八涧也是浙江大学学生每年“毅行”常常选择的路段。

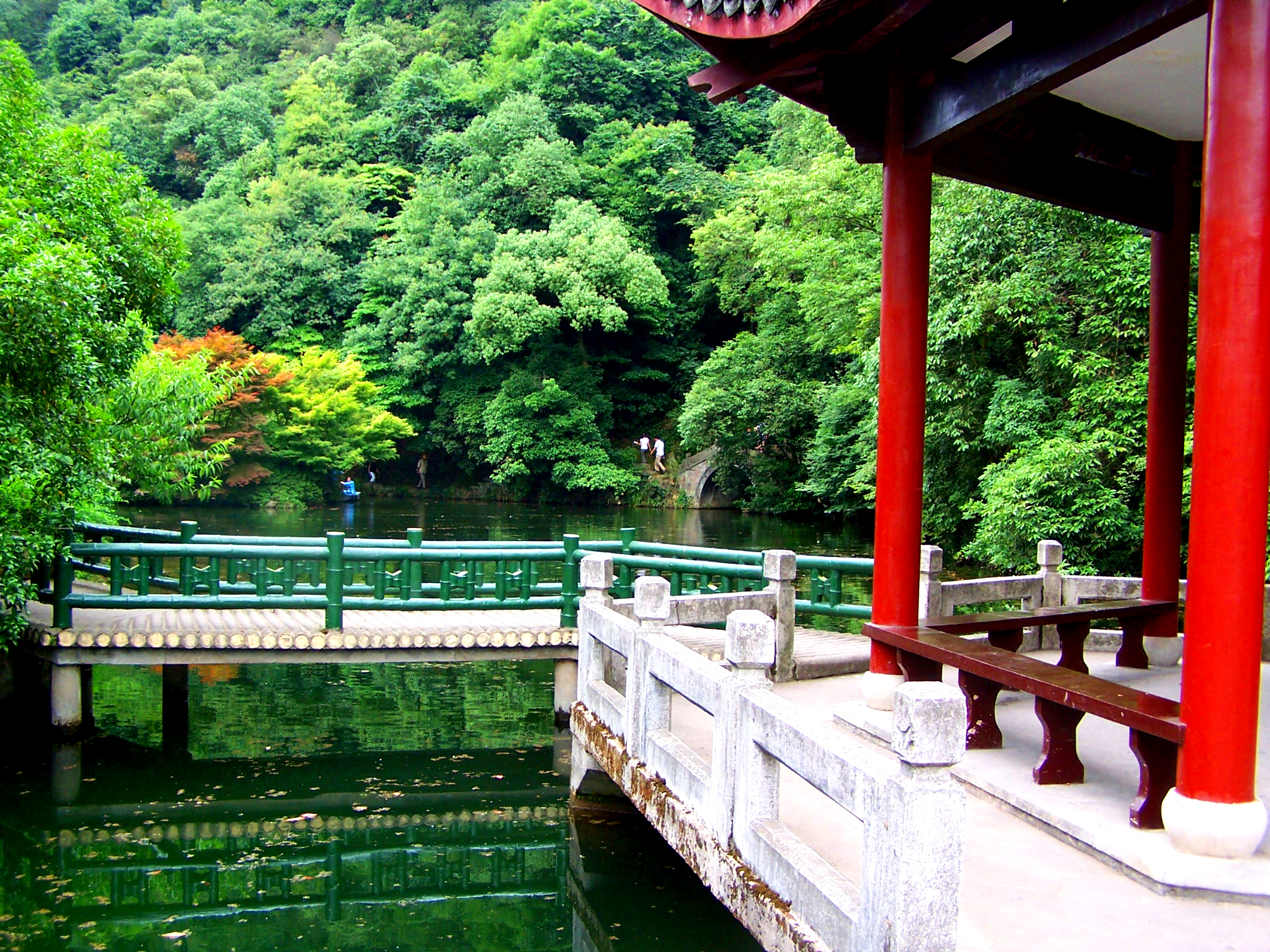
九溪烟樹